# Astromoides
Astromoides is een geslacht van rechtvleugeligen uit de familie Proscopiidae. De wetenschappelijke naam van dit geslacht is voor het eerst geldig gepubliceerd in 1981 door Tapia.

## Soorten
Het geslacht Astromoides omvat de volgende soorten:
- Astromoides asperum Mello-Leitão, 1939
- Astromoides patagonicum Mello-Leitão, 1939
- Astromoides verrucosum Mello-Leitão, 1939